# Шарјез
Шарјез (фр. Chariez) насеље је и општина у источној Француској у региону Франш-Конте, у департману Горња Саона која припада префектури Везул.
По подацима из 2011. године у општини је живело 222 становника, а густина насељености је износила 28,98 становника/km². Општина се простире на површини од 7,66 km². Налази се на средњој надморској висини од 276 метара (максималној 426 m, а минималној 212 m).

## Демографија
| 1962. | 1968. | 1975. | 1982. | 1990. | 1999. | 2011. |
| ----- | ----- | ----- | ----- | ----- | ----- | ----- |
| 147   | 159   | 176   | 193   | 172   | 196   | 222   |

График промене броја становника у току последњих година